# Johann Gottlieb Tielke
Johann Gottlieb Tielke (* 2. Juli 1731 auf dem Schloss in Tautenburg bei Jena; † 6. November 1787 in Freiberg) war kursächsischer Offizier und international anerkannter Militärschriftsteller.

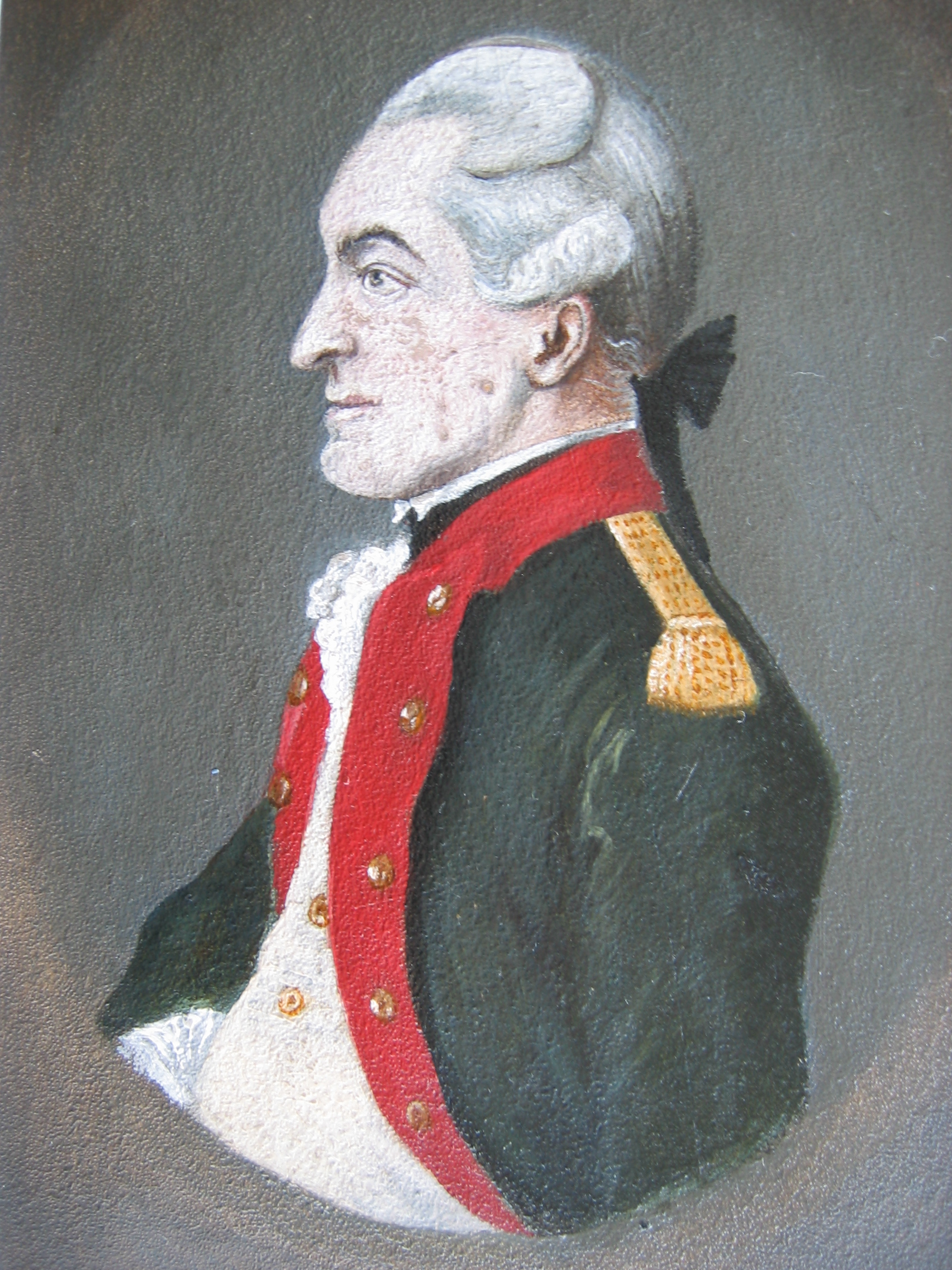
Johann Gottlieb Tielke

## Militär
Tielke war durch den plötzlichen Tod seines Vaters in Armut und eine ungesicherte Zukunft geraten. Er trat daher 1751 durch Vermittlung beim Infanterieregiment Herzog von Sachsen-Weißenfels als Gemeiner den Heeresdienst an. Wegen seiner kleinen Statur und seines Aussehens war seine Aufnahme nicht unproblematisch, Tielke beeindruckte aber schnell durch seine Wissbegierde und Geschicklichkeit, besonders beim Zeichnen, und seine Bereitschaft zum Dienst. Er wurde deshalb 1753 nach Dresden in die „Hausartilleriecompagnie“ versetzt, und Kurfürst und König ließen ihn zur „Artillerieprobe“ vorbereiten. Zudem konnte er in der dortigen Ingenieurakademie Vorträge besuchen.
1756 geriet er mit dem gesamten Heer in preußische Kriegsgefangenschaft. Auf Grund seiner kleinen Statur gelang es ihm, als Milchmädchen verkleidet zu flüchten. Er ging nach Warschau, wo er anhand der eingehenden Nachrichten von Kriegsschauplätzen dem Kurfürsten kartografische Darstellungen vorlegen konnte. Dieser beförderte daraufhin Tielke zum Feuerwerker und versetzte ihn nach Schlesien. Dort nahm er an der Belagerung von Schweidnitz teil. 1758 war er Teilnehmer am Beschuss von Küstrin. Als die Österreicher Dresden eingenommen hatten, überbrachte Tielke die Nachricht dem Prinzen Xaver. Dieser veranlasste die Beförderung Tielkes zum Stückjunker.
1760 war er Teilnehmer in der Schlacht bei Torgau. Er wurde leicht verwundet, sein Pferd wurde getötet. Die Fürsprache des Prinzen führte zur Beförderung als Souslieutenant. 1761 gehörte er dem Heer des Prinzen Albrecht von Sachsen an. 1762 war diese Einheit in Schlesien stationiert. Nach dem Siebenjährigen Krieg wurden die sächsischen Truppen neu aufgestellt. Tielke wurde zum Premierlieutenant und Stabscapitän befördert. Im Bayerischen Erbfolgekrieg befehligte er als Compagniechef eine Batterie. Sein Standort war meist Freiberg in Sachsen. Dort starb er am 6. November 1787.

### Beförderungen
- 1753: Konstabler (niedrigster Unteroffiziers-Dienstgrad)
- 1756: Feuerwerker (Munitionsfachkundiger)
- 1759: Stückjunker (Fähnrich, niedrigster Offiziersgrad)
- 1760: Souslieutenant (Leutnant)
- 1762: Premierlieutenant (Oberleutnant)
- 1769: Stabscapitän (zwischen Oberleutnant und Hauptmann)

## Schriftsteller
Obwohl Tielke auf Grund der wirtschaftlichen Not seiner Eltern keine akademische Ausbildung erhalten hatte, gelang es ihm doch, während seines Militärdienstes umfassendes Wissen nicht nur von der damaligen Kriegskunst mit den Schwerpunkten Festungsbau, Pionierwesen und Artillerie zu erwerben, sondern auch hinsichtlich Militärgeschichte, Militärstrategie und Militärtaktik. Darüber verfasste er mehrere Schriften, die teilweise mehrfach aufgelegt wurden und sowohl in anderen deutschen Staaten Anerkennung fanden, so durch Friedrich den Großen, als auch mehrfach ins Englische und Französische übersetzt wurden. Angebote, in den Dienst des russischen Kaiserreichs und – mehrfach – in den des preußischen Königs zu wechseln, lehnte Tielke ab, da er sich an Sachsen gebunden fühle.

Im Nachlass Tielkes fand sich außerdem ein Band von ihm verfasster Gedichte.

## Familie
Tielkes Eltern waren Johann Melchior Tielke (1699–1748), Amtmann und Kammergutpächter in Tautenburg, und Susanna Christina Kröhne. Er heiratete 1770 in erster Ehe Madeleine Marie Fizeaux (1737–1781) aus der damaligen französischen Kolonie in Leipzig. Das Paar hatte zwei Söhne und fünf Töchter. Nach dem Tod von Madeleine Marie heiratete Tielke 1782 Charlotte Sophia Eleonore von Wobeser, mit der er noch (so sein Biograf) eine zwar kinderlose, aber sehr vergnügte Ehe geführt hat.

## Werke (Auswahl)
- Eigenschaften und Pflichten eines Soldaten zur Prüfung derer, die es sind, und derer, die in diesen Stand treten wollen, nebst einem Anhang aus Xenophons Rückzug der zehntausend Griechen. Von einem Officiere. Dresden und Leipzig, 1773
- Unterricht für Officiere, die sich zu Feldingenieurs ausbilden wollen, durch Beispiele aus dem 7jähr. Kriege erläutert. Mit 29 Pl. Dresden und Leipzig, 1774.
  - Französische Ausgabe: Instruction pour les officiers qui se destinent au génie militaire, de Jean Gottlieb Tielke, Capitaine d’artillerie au service de l’électeur de Saxe.
- Beyträge zur Kriegs-Kunst und Geschichte des Krieges von 1756 bis 1763. Mit ca. 50 Krtn. u. Plän. Barthel, Freiberg, 1777, 1. bis 6. Stück (Band 1–6). Reprint durch Archiv-Verlag Braunschweig 
  - Englische Ausgabe durch Charles Gregan Craufurd & Robert Craufurd: An account of some of the most remarkable events of the war between the Prussians, Austrians, and Russians, from 1756 to 1763; and a treatise on several branches of the military art. 1787
  - Englische Ausgabe durch Edwin Hewgill: The field engineer: or instructions upon every branch of field fortification: Demonstrated by examples wich occurred in the Seven Years War between the Prussians, the Austrians, and the Russians; with plans and explanatory notes. Translated from the fourth edition of the German original of J.G. Tielke, Late Captain of Artillery in the service of H.S.H. the Elector of Saxony. 2 vols., London, 1789
  - Band 1: Das Treffen von Maxen
    - Französische Ausgabe: Mémoires pour servir à l'art et l'histoire de la guerre de 1756 jusqu'à 1763, avec les plans et les cartes requises. 1. L'affaire de Maxen, avec un traité de l'attaque et de la défense des hauteurs et montagnes non retranchéesaus, Freyberg, 1777

  - Band 2: Der Feldzug der Kayserlich-Rußischen und Königlich-Preußischen Völker im Jahre 1758. Barthel, Freiberg, 1776. Reprint durch Archiv-Verlag, Braunschweig 
  - Band 3: Über den Feldzug von 1761
  - Band 4: Die drey Belagerungen und Loudonsche Ersteigung der Festung Schweidnitz in den Feldzügen von 1757 bis 1762. Barthel, Freiberg, 1781, Reprint durch Archiv-Verlag, Braunschweig 
  - Band 5: Über den Feldzug von 1761 des Herzogs von Württemberg in Pommern mit Betrachtungen über die Feldbefestigungskunst
  - Band 6: Betrachtungen über die Feldbefestigungskunst
- Gebete und Psalmen für Kriegsleute. Von einem Offizier. Dresden, 1779
- Unterricht für die Officiers, die sich zu Feld-Ingenieurs bilden, oder doch den Feldzügen mit Nutzen beywohnen wollen, durch Beyspiele aus dem letzten Kriege erläutert, und mit nötigen Plans versehen. Dresden 1769, 2., mit vielen Zusätzen und einigen Plans verm. Aufl. 1774; Gerlach, Dresden und Leipzig, 1779; 4. Aufl., Wien 1785. Reprint Marcus von Salisch (Hrsg.), Militärgeschichtliches Forschungsamt Potsdam, BoD Norderstedt, 2010, ISBN 9783941571105